# Aleksandr Czerepow
Aleksandr Nikołajewicz Czerepow, ros. Александр Николаевич Черепов (ur. 5 sierpnia?/17 sierpnia 1877 w guberni kurskiej, zm. 15 lutego 1964 w Nowym Jorku) – rosyjski wojskowy (generał major), dowódca 1 batalionu, 2 batalionu i 3 batalionu 3 pułku, a następnie 4 pułku Rosyjskiego Korpusu Ochronnego podczas II wojny światowej.

## Życiorys
Ukończył orłowski korpus kadetów, zaś w 1898 r. – szkołę wojskową w Odessie. Służył w 136 taganrodzkim pułku piechoty. Brał udział w I wojnie światowej. Dowodził w stopniu kapitana 1 kompanią pułku. W 1915 r. w stopniu podpułkownika objął dowództwo batalionu pułku. Od początku 1917 r. był w stopniu pułkownika dowódcą 282 aleksandryjskiego pułku piechoty. W lipcu tego roku został w stopniu generała majora dowódcą brygady 155 dywizji piechoty, a następnie dowódcą 4 dywizji piechoty. 5 grudnia 1917 r. przystąpił do białych. Został dowódcą 1 ochotniczego oddziału, sformowanego w Rostowie nad Donem. Od czerwca 1918 r. dowodził brygadą 2 dywizji piechoty, zaś od 1 stycznia 1919 r. – dywizją. Jednocześnie objął funkcję gubernatora wojskowego w Noworosyjsku. Następnie został dowódcą oddziału białych w Tuapse, który ochraniał Noworosyjsk od strony Gruzji. Pod koniec lipca 1920 r. objął dowództwo grupy specjalnego przeznaczenia, która podczas desantu na Kubań miała nawiązać łączność z tamtejszymi oddziałami partyzanckimi. Podczas walk z bolszewikami gen. A.N. Czerepow został ciężko ranny w nogę. Po powrocie wojsk białych na Krym został skierowany na leczenie do Serbii. Po wyleczeniu zamieszkał w Nowym Sadzie. Po ataku wojsk niemieckich na Jugosławię i jej kapitulacji w kwietniu 1941 r., wstąpił wraz ze swoim synem i grupą rosyjskich ochotników z rejonu Nowego Sadu do nowo formowanego Rosyjskiego Korpusu Ochronnego. Został dowódcą 1 batalionu, 2 batalionu, a następnie 3 batalionu 3 pułku, po czym przejął dowództwo 4 pułku. Po zakończeniu wojny zamieszkał w Monachium, zaś na początku lat 50. XX w. przeniósł się do USA, gdzie zmarł 15 lutego 1964 r.